# Erigone autumnalis
Erigone autumnalis là một loài nhện trong họ Linyphiidae.
Loài này thuộc chi Erigone. Erigone autumnalis được James Henry Emerton miêu tả năm 1882.